# Cyathea howeana
Espèce
Statut de conservation UICN

DD : Données insuffisantes
Cyathea howeana est une espèce de fougères de la famille des Cyatheaceae.
Elle est endémique de l'île Lord Howe, où elle est fréquente sur les pentes et les sommets du Monts Gower et du Mont Lidgbird.

## Descriptions

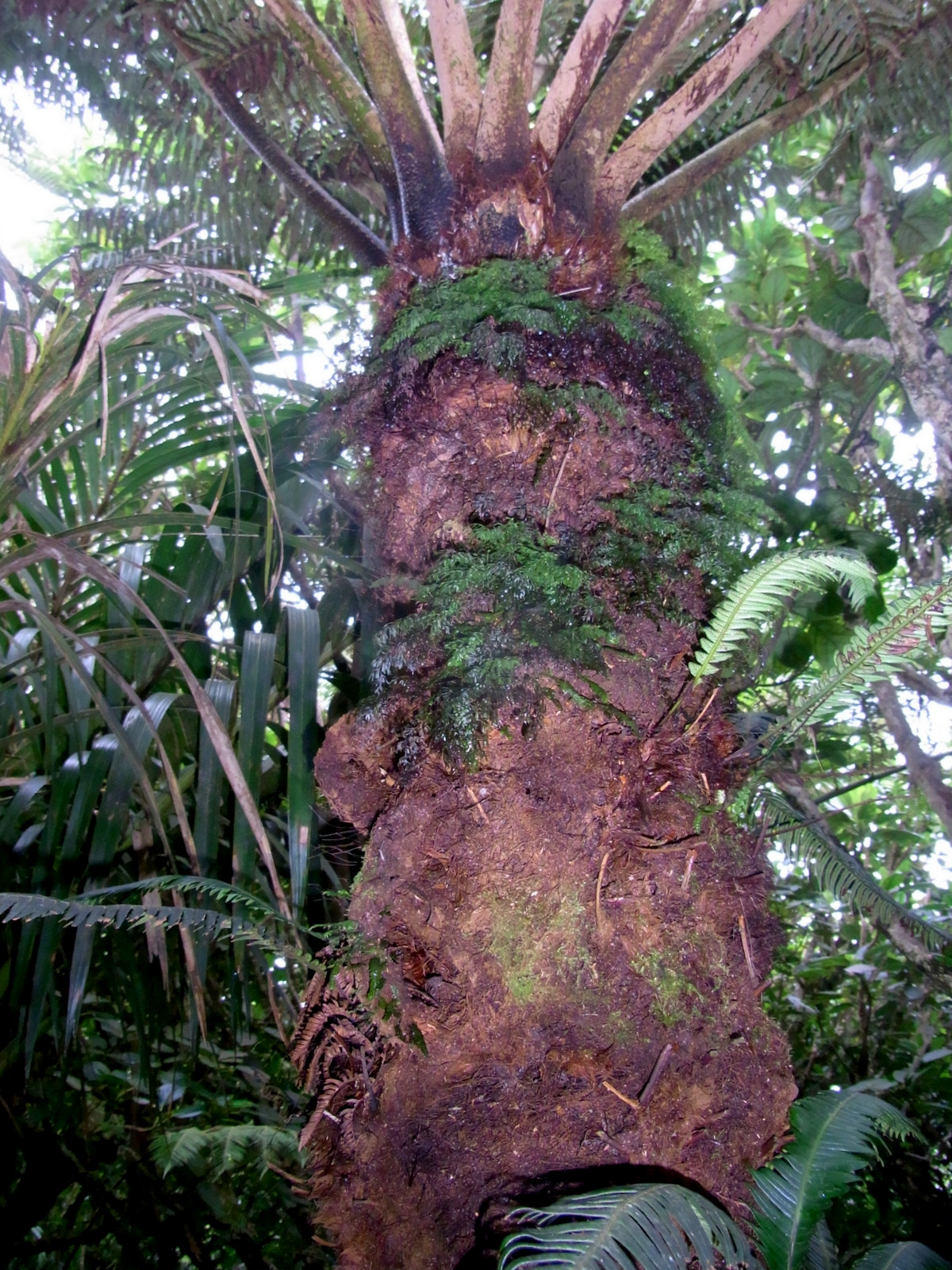
Cyathea howeana, au sommet du mont Gower avec d'autres fougères, sur l'Île Lord Howe.

Cyathea howeana est une fougère arborescente de taille moyenne, au stipe érigé, qui atteint une hauteur de 2 à 3 mètres. Comme pour la plupart du genre Cyathea, le stipe est souvent recouvert de cicatrices foliaires issus des anciennes frondes, très peu d'écailles brunes sont présentes sur la couronne. Les frondes sont vert clair voir légèrement bleuâtre, les crosses sont remarquablement grandes et épaisses. Les sores sont attachés sur un côté, habituellement enfermés dans les lobes des pinnules.

## Endémisme
Cyathea howeana est l'une des quatre espèces de fougères arborescentes endémiques de l'Île Lord Howe, les autres étant Cyathea brevipinna, Cyathea macarthurii et Cyathea robusta.